# Čeština 2.0
Čeština 2.0 – słownik internetowy poświęcony nowym formom języka czeskiego, opracowywany przez otwartą społeczność (na zasadach Web 2.0). Został założony w 2009 r. jako czeski odpowiednik anglojęzycznego Urban Dictionary. Serwis skupia się na dokumentowaniu nietypowych, nowych i regionalnych wyrazów z różnych domen języka czeskiego.
Założycielem witryny jest dziennikarz i copywriter Martin Kavka. W październiku 2018 r. twórca serwisu, wspólnie z leksykografem Michalem Škrabalem, wydał książkę pt. Hacknutá čeština, stanowiącą wybór z zasobów słownika.
W kwietniu 2018 r. słownik zawierał ponad 11 tys. słów. W rankingu Alexa serwis był notowany na miejscu 2 366 283 (sierpień 2020).